# Casa Valentina
Casa Valentina è un'opera teatrale del commediografo statunitense Harvey Fierstein, debuttata a Broadway nell'aprile 2014. Joe Mantello curava la regia e facevano parte del cast Gabriel Ebert, John Cullum, Larry Pine, Reed Birney e Mare Winningham. La commedia è andata in scena per 79 repliche ed è stata candidata a quattro Tony Award, tra cui miglior opera teatrale. Nel settembre 2015 Casa Valentina ha debuttato a Londra, in scena alla Southwark Playhouse.

## Trama
Casa Valentina è un piccolo resort sui Monti Catskill e negli anni 60 un gruppo di uomini eterosessuali si ritrovava all'hotel per vestirsi e comportarsi da donne. La stabilità del gruppo entra in crisi quando alcuni decidono di ufficializzare l'organizzazione.